# Уикипедия на норвежки език (букмол)
Уикипедия на норвежки език (букмол) (на норвежки: Norsk Wikipedia) е раздел на букмол в Уикипедия, диалект на норвежкия език. Проектът започва работа на 26 ноември 2001 година.